# Kersey (Suffolk)
Kersey is een civil parish in het bestuurlijke gebied Babergh, in het Engelse graafschap Suffolk. In 2001 telde het dorp 349 inwoners. Kersey komt in het Domesday Book (1086) voor als 'Cereseia'.